# Neues Deutschland
Neues Deutschland (da.: Nyt Tyskland) er en tysk landsdækkende avis, der blev grundlagt i 1946 og udgives fra Berlin. Avisen var den officielle partiavis for Sozialistische Einheitspartei Deutschlands (SED), det østtyske kommunistparti der regerede DDR. Den var et af partiets vigtigste informationskanaler og den ledende avis i landet. Avisen bakkede ikke blot om regeringens politik, men ændrede ofte sin redaktionelle holdning for at støtte partilinjen, ligesom den søgte at øge partiledelsens prestige, ikke mindst Erich Honeckers. I dag har avisen stadig et klart socialistisk-kommunistisk standpunkt og er både politisk og økonomisk tæt forbundet Die Linke, der også ejer avisens hovedsæde og trykpresser. Avisens oplag er 48.811.
Avisen blev dannet som følge af SPD og KPD's fusion til SED i den sovjetisk besatte del af Østberlin. Første eksemplar udkom 23. april 1946. Avisen erstattede SPD's Das Volk og KPD's Deutsche Volkszeitung. Avisen havde indtil Tysklands genforening et oplag på 1 mio. – i læsertal kun overgået af Junge Welt som udgaves af et aktieselskab domineret af FDJ og SED (i starten KPD). Avisen fungerede som et af de vigtigste propagandaredskaber for SED og var vigtig for at sikre kontrollen over landet. Det redaktionelle fokus var i høj grad på partiet og regeringens ledere, eksempelvis rummede udgaven fra 16. marts 1987, der omhandlede åbningen af Leipzig-udstillingen, hele 41 billeder af partiets daværende generalsekretær Erich Honecker. I modsætning til andre aviser i DDR udkom Neues Deutschland på papir af høj kvalitet; de øvrige dagblade havde problemer med at få leveret det papir og den tryksværte, de efterspurgte.
Efter genforeningen forsvandt en stor del af læserskaren. Avisen er i dag ramt af samme problem som resten af Tysklands aviser: Flertallet af læserskaren er over 60 år. Avisen er dog stadig den mest populære i den østlige del af landet. Den udkommer både i en landsdækkende og en udgave, der også rummer lokalstof fra Berlin og Brandenburg. Avisens redaktør har siden 1999 været Jürgen Reents, der har en politisk fortid i både Die Linke.PDS og Bündnis 90/Die Grünen. Et af hans mål er at ændre avisens image fra propagandaorgan til et mere respekteret dagblad. I oktober 2005 flyttede avisen fra Elsenbrücke til Franz-Mehring Platz.
Avisen har siden marts 2007 været tilgængelig online.